# Glutatione ossidasi
La glutatione ossidasi è un enzima appartenente alla classe delle ossidoreduttasi, che catalizza la seguente reazione:
2 glutatione + O2 ⇄ glutatione disolfuro + H2O2
L'enzima è una flavoproteina (FAD). Agisce anche, più lentamente, sulla L-cisteina e molti altri tioli.